# Alexander Petersson
Alexander Petersson, född Aleksandrs Pētersons 2 juli 1980 i Riga i dåvarande Lettiska SSR, är en lettisk och isländsk handbollsspelare. Han är vänsterhänt och spelar i anfall som högernia eller högersexa.
Alexander Petersson spelade för det isländska landslaget men hade dessförinnan spelat 40 landskamper för det lettiska landslaget. Under åren 2005–2021 spelade han 186 matcher och gjorde 725 mål för Island. 2010 blev han utsedd till Årets isländska idrottare. Vid VM 2011 kom han med i All-star team som bästa högernia.
Han valde att avsluta sin spelarkarriär 2022, men gjorde comeback 2023 då han skrev på för isländska Valur.

## Klubbar
- Riga (Moderklubb–1998)
- Íþróttafélagið Grótta (1998–2003)
- HSG Düsseldorf (2003–2005)
- TV Großwallstadt (2005–2007)
- SG Flensburg-Handewitt (2007–2010)
- Füchse Berlin (2010–2012)
- Rhein-Neckar Löwen (2012–2021)
- SG Flensburg-Handewitt (2021)
- MT Melsungen (2021–2022)
- Valur (2023–)